# Zadig, ed Astartea
Zadig, ed Astartea è un'opera in due atti di Nicola Vaccaj, su libretto di Andrea Leone Tottola. La prima rappresentazione ebbe luogo al Teatro San Carlo di Napoli nel 1825.

## Trama
L'azione è in Babilonia

### Atto I
Con l'ambizione di regnare, Coraman ha ucciso il re di Babilonia, Moadbar, e ha fatto giustiziare sua moglie, per poi esiliare Zadig e altri cavalieri, difensori del diadema reale. A salire al soglio è tuttavia Astartea, la legittima erede; su consiglio del suo confidente Alaki, dunque, Coraman decide di partecipare al torneo per la mano della regina. Il gran mago ricorda dunque alla regina i suoi doveri, fra i quali appunto c'è quello di fornire un erede; ma Astartea preferisce differire la scelta del prode fino al nuovo giorno, sospettando anche Coraman d'essere l'uccisore dei suoi genitori, ed anzi chiede di poter richiamare in patria Zadig. Ma Coraman, mentendo, dice che è giunto la notizia della sua morte, causando grande dolore in Astartea, che del cavaliere è innamorata. Poco dopo, tuttavia, è lo stesso Zadig a penetrare negli appartamenti della regina, vestito da schiavo; in entrambi la gioia è immensa, e Zadig giura all'amata di partecipare al torneo. Partiti i due amanti, giunge Coraman, che si professa desideroso di dare alla regina un marito patrio, ovvero lui stesso; ma il gran mago ed il primo ministro Olamar capiscono benissimo che in lui c'è solo la brama di regnare. Dunque a fine giornata inizia il torneo: poco dopo, si presenta Coraman, che giura di vincere sugli altri cavalieri; ma arrivo ancora più inaspettato è Zadig, ovviamente sotto falso nome. Tra lo sconcerto generale, inizia il torneo.

### Atto II
Zadig ha vinto tutti i cavalieri nel torneo, e Azora, la sorella di Astartea, ne gioisce; tuttavia, subito giunge Cador, lo scudiere di Zadig, che intende svelare alla regina le trame di Coraman di cui è venuto a conoscenza, e chiede di essere condotto da lei. Astartea dunque ha la conferma dei suoi sospetti, e fa convocare il fido Olamar, al quale svela che Zedig è l'ignoto cavaliere, e che Coraman è il traditore. Dunque ordina di far sorvegliare la tenda di Zedig, nel caso il traditore volesse aggredirlo nel sonno. In effetti questi decide di appostarsi nei pressi della tenda di Zadig con la spada; ma è scorto da Cador, che informa il suo signore, interrompendo i suoi dolci pensieri amorosi. Proprio Coraman entra nella tenda poco dopo; ma invece di aggredirlo, si professa ammiratore del suo avversario, e si dichiara pronto a cedere lui la mano di Astartea; tuttavia, insinua che nel cuore della regina ci sia un altro amante, un proscritto. Zedig, riconoscendosi nell'ignoto amante, si palesa al suo avversario, che rimane sbigottito ed indispettito. Poco dopo, entrano nella tenda dei guerrieri, che con l'appressarsi dell'alba vengono ad annunciare al trionfatore del torneo che a breve sarà incoronato, con somma rabbia di Coraman. Mentre si preparano le celebrazioni, intanto, Alaki viene udito mentre minaccia uno schiavo, incaricato di assassinare Zadig nel sonno ma che non ha potuto compiere il cenno per i guardiani reali dislocati attorno alla tenda. Con questa confessione spontanea, Olamar, con Cador, fa arrestare Alaki. Poco dopo giunge il corteo in onore di Astartea e Zedig. La regina chiede all'ignoto cavaliere di palesarsi, e questo finalmente si fa riconoscere. Coraman fa un ultimo tentativo di disfarsi del proprio rivale, e incita la folla a ribellarsi alla scelta della regina di fare re un esule accusato di tremendi delitti. Ma giungono rapidi Olamar e Cador, che smascherano il traditore con la confessione di Alaki. Tutti invocano la morte per Coraman, ma Astartea preferisce la clemenza, sostenendo che per lui sarà una pena assai maggiore vederla sul trono con Zedig.

## Struttura musicale
- Sinfonia

### Atto I
- N. 1 - Introduzione Nemica aurora! oh quanto (Coraman, Coro, Olamar, Gran Mago, Alaki)
- N. 2 - Coro Ma qual da lungi ascolto (Azora, Coro)
- N. 3 - Coro e Cavatina di Astartea A ricalcar quel soglio - Voi mi chiamaste al trono (Astartea, Coro)
- N. 4 - Duetto fra Astartea e Zedig Ah! lascia, ch'io respiri
- N. 5 - Terzetto fra Coraman, Olamar e il Gran Mago Quando di Babilonia
- N. 6 - Finale I La ruota istabile di quella Diva (Coro, Astartea, Azora, Gran Mago, Olamar, Coraman, Alaki, Zedig)

### Atto II
- N. 7 - Duetto fra Olamar ed Astartea Egli... oh sorte! e intempestivo
- N. 8 - Aria di Zedig Ah! così dolce istante (Zedig, Coro)
- N. 9 - Duetto fra Coraman e Zedig Stelle! che miro! è desso! (Coraman, Zedig, Coro)
- N. 10 - Coro Tu che vivifichi le piante, i fiori (Coro, Gran Mago)
- N. 11 - Quintetto Fra il dubbio, e fra la speme (Astartea, Zedig, Gran Mago, Azora, Coraman)
- N. 12 - Coro ed Aria Finale di Astartea Viva il prode, che tra l'armi - No... ti arresta! e maggior pena (Astartea, Zedig, Coraman, Coro)